# Deidamia alata
Deidamia alata är en passionsblomsväxtart som beskrevs av Thou.. Deidamia alata ingår i släktet Deidamia och familjen passionsblomsväxter. Inga underarter finns listade i Catalogue of Life.